# Polioptilidae
Los polioptílidos (Polioptilidae) son una familia de pequeñas aves paseriformes. Las 21 especies agrupadas en tres géneros de esta familia viven en toda América excepto en el extremo sur y las altas regiones de los Andes. La mayor parte de las especies de este grupo mayormente tropical y subtropical son residentes permanentes, pero Polioptila caerulea de los Estados Unidos y el sur de Canadá migra al sur para pasar el invierno.
Estas aves delicadas se parecen a los Sylviidae (del Viejo Mundo) en su estructura y hábitos, y se mueven continuamente entre el follaje en busca de insectos. Existen tres géneros en esta familia: Polioptila (llamados sinsontillos, perlitas, tacuaritas, en inglés gnatcatchers), Microbates y Ramphocaenus (los dos últimos llamados soterillos, en inglés gnatwrens). Los sinsontillos son en su mayoría de color gris azuloso suave, y tienen el pico largo y afilado típico de las aves insectívoras. Muchas especies tienen patrones negros distintivos en la cabeza (especialmente los machos) y colas largas, por lo regular levantadas, de color blanco y negro. Los soterillos son más pardos, más gruesos, y proporcionalmente con colas más cortas y picos más largos. 
Los soterillos aparecen típicamente en la maleza de bosques densos, a menudo húmedos, mientras que los sinsontillos, dependiendo de la especie en cuestión, aparecen en cualquier lugar desde hábitats de matorrales secos (como Polioptila californica) hasta el dosel de la selva húmeda del Amazonas (como Polioptila guianensis). Las especies de América del Norte anidan en arbustos o árboles, pero el comportamiento reproductivo de varias de las especies neotropicales se desconoce esencialmente.

## Taxonomía
Una reciente especie nueva para la ciencia, la amenazada en peligro crítico Polioptila clementsi, fue descrita en 2005. Esta especie es miembro del complejo de especies de P. guianensis el que recientemente ha sido propuesto para dividir en tres especies (la cuarta sería Polioptila clementsi), pero no todas las autoridades han aceptado esto. Además otros grupos deberían posiblemente dividirse, notablemente los complejos de P. plumbea y P. dumicola.
La especie P. albiventris, endémica de la Península de Yucatán, era tratada como una subespecie de P. albiloris hasta el año 2019, en que fue separada como especie plena con base en los estudios de Smith et al. (2018), que comprobaron que P. albiventris era hermana del grupo P. plumbea bilineata y reconocido en la Propuesta 2019-C-7 al Comité de Clasificación de Norte y Mesoamérica (N&MACC).
El grupo de subespecies P. plumbea bilineata, de Mesoamérica y del noroeste de América del Sur, fue tradicionalmente tratado dentro del complejo P. plumbea hasta el año 2021 en que fue separado con base en los mismos estudios de Smith et al. (2018) y reconocido en la Propuesta 2021-A-7 al N&MACC.
La subespecie P. plumbea maior , endémica de los Andes del norte de Perú, ya era considerada como una especie separada por autores anteriores; las clasificaciones Aves del Mundo (HBW) y Birdlife International (BLI) así la consideran, con base en diferencias de plumaje y muy significativas diferencias de vocalización.

## Especies
- Género Microbates
  - Microbates collaris - soterillo acollarado;
  - Microbates cinereiventris - soterillo caricastaño;
- Género Ramphocaenus
  - Ramphocaenus melanurus - soterillo picudo;
  - Ramphocaenus sticturus - soterillo del bambú;
- Género Polioptila
  - Polioptila caerulea - perlita grisilla o tacuarita azul grisáceo;
  - Polioptila melanura - perlica colinegra o tacuarita de cola negra;
  - Polioptila californica - perlita californiana o tacuarita californiano;
  - Polioptila lembeyei - perlita cubana o tacuarita cubano;
  - Polioptila albiloris - perlita cejiblanca o tacuarita de frente blanca;
  - Polioptila albiventris - perlita de Yucatán;
  - Polioptila nigriceps - perlita capirotada o tacuarita de coronilla negra;
  - Polioptila bilineata - perlita cejiancha;
  - Polioptila plumbea - perlita tropical o tacuarita tropical;
    - Polioptila (plumbea) maior - perlita del Marañón;

  - Polioptila lactea - perlita blanca o tacuarita de barriga crema;
  - Polioptila guianensis - perlita guayanesa o tacuarita de Guyana;
  - Poliptila facilis - perlita del río Negro;
  - Polioptila paraensis - perlita de Pará;
  - Polioptila attenboroughi - perlita del Inambari;
  - Polioptila clementsi - perlita de Iquitos o tacuarita de Iquitos;
  - Polioptila schistaceigula - perlita pizarrosa o tacuarita de garganta pizarrosa;
  - Polioptila dumicola - perlita azul o tacuarita enmascarado.